# Чемпіонат Європи з волейболу
Чемпіона́т Європи з волейбо́лу — міжнародний турнір із волейболу, який проводять раз на 2 роки під егідою ЄКВ.

## Історія
Перший турнір провели у 1948 році. З 1949 проводиться аналогічний турнір серед жінок.
З 1963 року змагання проводяться під егідою Європейської конфедерації волейболу (до 1973 — Європейська комісія волейболу).

## Призери чемпіонатів Європи
| 1948 | Італія                                     | Чехословаччина | Груповий раунд | Франція        | Італія               | Груповий раунд | Португалія           | 6  |
| 1950 | Болгарія                                   | СРСР           | Груповий раунд | Чехословаччина | Угорщина             | Груповий раунд | Болгарія             | 6  |
| 1951 | Франція                                    | СРСР           | Груповий раунд | Болгарія       | Франція              | Груповий раунд | Румунія              | 10 |
| 1955 | Румунія                                    | Чехословаччина | Груповий раунд | Румунія        | Болгарія             | Груповий раунд | СРСР                 | 14 |
| 1958 | Чехословаччина                             | Чехословаччина | Груповий раунд | Румунія        | СРСР                 | Груповий раунд | Болгарія             | 20 |
| 1963 | Румунія                                    | Румунія        | Груповий раунд | Угорщина       | СРСР                 | Груповий раунд | Болгарія             | 17 |
| 1967 | Туреччина                                  | СРСР           | Груповий раунд | Чехословаччина | Польща               | Груповий раунд | НДР                  | 20 |
| 1971 | Італія                                     | СРСР           | Груповий раунд | Чехословаччина | Румунія              | Груповий раунд | НДР                  | 22 |
| 1975 | Югославія                                  | СРСР           | Груповий раунд | Польща         | Югославія            | Груповий раунд | Румунія              | 12 |
| 1977 | Фінляндія                                  | СРСР           | 3–1            | Польща         | Румунія              | 3–0            | Угорщина             | 12 |
| 1979 | Франція                                    | СРСР           | Груповий раунд | Польща         | Югославія            | Груповий раунд | Франція              | 12 |
| 1981 | Болгарія                                   | СРСР           | Груповий раунд | Польща         | Болгарія             | Груповий раунд | Чехословаччина       | 12 |
| 1983 | НДР                                        | СРСР           | Груповий раунд | Польща         | Болгарія             | Груповий раунд | Італія               | 12 |
| 1985 | Нідерланди                                 | СРСР           | Груповий раунд | Чехословаччина | Франція              | Груповий раунд | Польща               | 12 |
| 1987 | Бельгія                                    | СРСР           | 3–1            | Франція        | Греція               | 3–2            | Швеція               | 12 |
| 1989 | Швеція                                     | Італія         | 3–1            | Швеція         | Нідерланди           | 3–0            | СРСР                 | 12 |
| 1991 | Німеччина                                  | СРСР           | 3–0            | Італія         | Нідерланди           | 3–0            | Німеччина            | 12 |
| 1993 | Фінляндія                                  | Італія         | 3–2            | Нідерланди     | Росія                | 3–1            | Німеччина            | 12 |
| 1995 | Греція                                     | Італія         | 3–2            | Нідерланди     | Югославія            | 3–0            | Болгарія             | 12 |
| 1997 | Нідерланди                                 | Нідерланди     | 3–1            | Югославія      | Італія               | 3–1            | Франція              | 12 |
| 1999 | Австрія                                    | Італія         | 3–1            | Росія          | Югославія            | 3–0            | Чехія                | 8  |
| 2001 | Чехія                                      | Югославія      | 3–0            | Італія         | Росія                | 3–2            | Чехія                | 12 |
| 2003 | Німеччина                                  | Італія         | 3–2            | Франція        | Росія                | 3–1            | Сербія та Чорногорія | 12 |
| 2005 | Італія Сербія та Чорногорія                | Італія         | 3–2            | Росія          | Сербія та Чорногорія | 3–0            | Іспанія              | 12 |
| 2007 | Росія                                      | Іспанія        | 3–2            | Росія          | Сербія               | 3–1            | Фінляндія            | 16 |
| 2009 | Туреччина                                  | Польща         | 3–1            | Франція        | Болгарія             | 3–0            | Росія                | 16 |
| 2011 | Австрія Чехія                              | Сербія         | 3–1            | Італія         | Польща               | 3–1            | Росія                | 16 |
| 2013 | Данія Польща                               | Росія          | 3–1            | Італія         | Сербія               | 3–0            | Болгарія             | 16 |
| 2015 | Болгарія Італія                            | Франція        | 3–0            | Словенія       | Італія               | 3–1            | Болгарія             | 16 |
| 2017 | Польща                                     | Росія          | 3–2            | Німеччина      | Сербія               | 3–2            | Бельгія              | 16 |
| 2019 | Франція Словенія Бельгія Нідерланди        | Сербія         | 3–1            | Словенія       | Польща               | 3–0            | Франція              | 24 |
| 2021 | Польща Чехія Естонія Фінляндія             | Італія         | 3–2            | Словенія       | Польща               | 3–0            | Сербія               | 24 |
| 2023 | Італія Ізраїль Болгарія Північна Македонія | Польща         | 3–0            | Італія         | Словенія             | 3–2            | Франція              | 24 |

## Розподіл медалей за країнами
- Офіційна статистика CEV[1]

| Місце                | Країна               | Золото | Срібло | Бронза | Загалом |
| -------------------- | -------------------- | ------ | ------ | ------ | ------- |
| 1                    | Росія                | 14     | 3      | 5      | 22      |
| 2                    | Італія               | 7      | 5      | 3      | 15      |
| 3                    | Чехословаччина       | 3      | 4      | 0      | 7       |
| 4                    | Сербія               | 3      | 1      | 8      | 12      |
| 5                    | Польща               | 2      | 5      | 4      | 11      |
| 6                    | Франція              | 1      | 4      | 2      | 7       |
| 7                    | Нідерланди           | 1      | 2      | 2      | 5       |
| 7                    | Румунія              | 1      | 2      | 2      | 5       |
| 9                    | Іспанія              | 1      | 0      | 0      | 1       |
| 10                   | Словенія             | 0      | 3      | 1      | 4       |
| 11                   | Болгарія             | 0      | 1      | 4      | 5       |
| 12                   | Угорщина             | 0      | 1      | 1      | 2       |
| 13                   | Німеччина            | 0      | 1      | 0      | 1       |
| 13                   | Швеція               | 0      | 1      | 0      | 1       |
| 15                   | Греція               | 0      | 0      | 1      | 1       |
| Загалом (15 збірних) | Загалом (15 збірних) | 33     | 33     | 33     | 99      |